# Roselin de Sillem
Leucosticte sillemi, Carpodacus sillemi
Espèce
Synonymes
- Carpodacus sillemi (Roselaar, 1992)[1]

Statut de conservation UICN

 DD  : Données insuffisantes
Le Roselin de Sillem (Carpodacus sillemi) est une espèce de passereaux de la famille des Fringillidae qui n'est connu que par deux spécimens mâles collectés lors de l'expédition néerlandaise de 1929-1930 au Karakoroum. En 2012, l'oiseau est photographié à 1 500 km du lieu de collecte des types de l'espèce.

## Description
Le seul mâle adulte connu a la tête fauve irrégulièrement marquée de noirâtre. Le haut de la poitrine est fauve clair et le reste des parties inférieures blanchâtre légèrement et irrégulièrement tachées de grisâtre.
Le plumage de la femelle n'est pas connu.

## Systématique
Cees S. Roselaar (d) (1992, 1994) a découvert, parmi des peaux de roselins en collection, deux spécimens étiquetés « Leucosticte brandti » qui se différenciaient des autres sujets. Ces deux spécimens (un mâle adulte et un mâle juvénile) avaient été collectés dans le Karakoroum, en septembre 1929. Après examen comparatif de près de 400 spécimens appartenant à des collections d’Amsterdam, Berlin, Bonn, Dresde, Leyde et Tring, il est arrivé à la conclusion que Leucosticte sillemi est bien une espèce valide. Pourtant cette évaluation taxonomique est loin de faire l’unanimité. Certains auteurs suggèrent qu’il peut s’agir d’individus aberrants ou d’hybrides de fringilles indéterminés (Sibley & Monroe 1990), d’autres y voient des sujets aberrants de L. brandti (Clement et al. 1993) et selon Ottaviani (2008), il faut plutôt associer sillemi à nemoricola en raison de la teinte fauve présente chez les deux taxons et l’absence du masque noir chez sillemi alors qu’il est typique de brandti, privilégiant l’hypothèse d’une variation de plumage de nemoricola ou d’une hybridation L. nemoricola X L. b. pallidior, moins la thèse d’une espèce distincte.

## Étymologie
Son nom spécifique, sillemi, ainsi que son vernaculaire, lui ont été donnés en l'honneur de Jérôme Alexander Sillem (d) (1902-1986), banquier et ornithologue néerlandais qui a participé à l'expédition au Karakoroum.

## Publication originale
- (en) C. S. Roselaar, « A new species of mountain finch Leucosticte from western Tibet », Bulletin of the British Ornithologists' Club, Londres, BOC, vol. 112,‎ 1992, p. 225-231 (ISSN 0007-1595 et 2513-9894, OCLC 1537351, lire en ligne).